# Éric Voruz

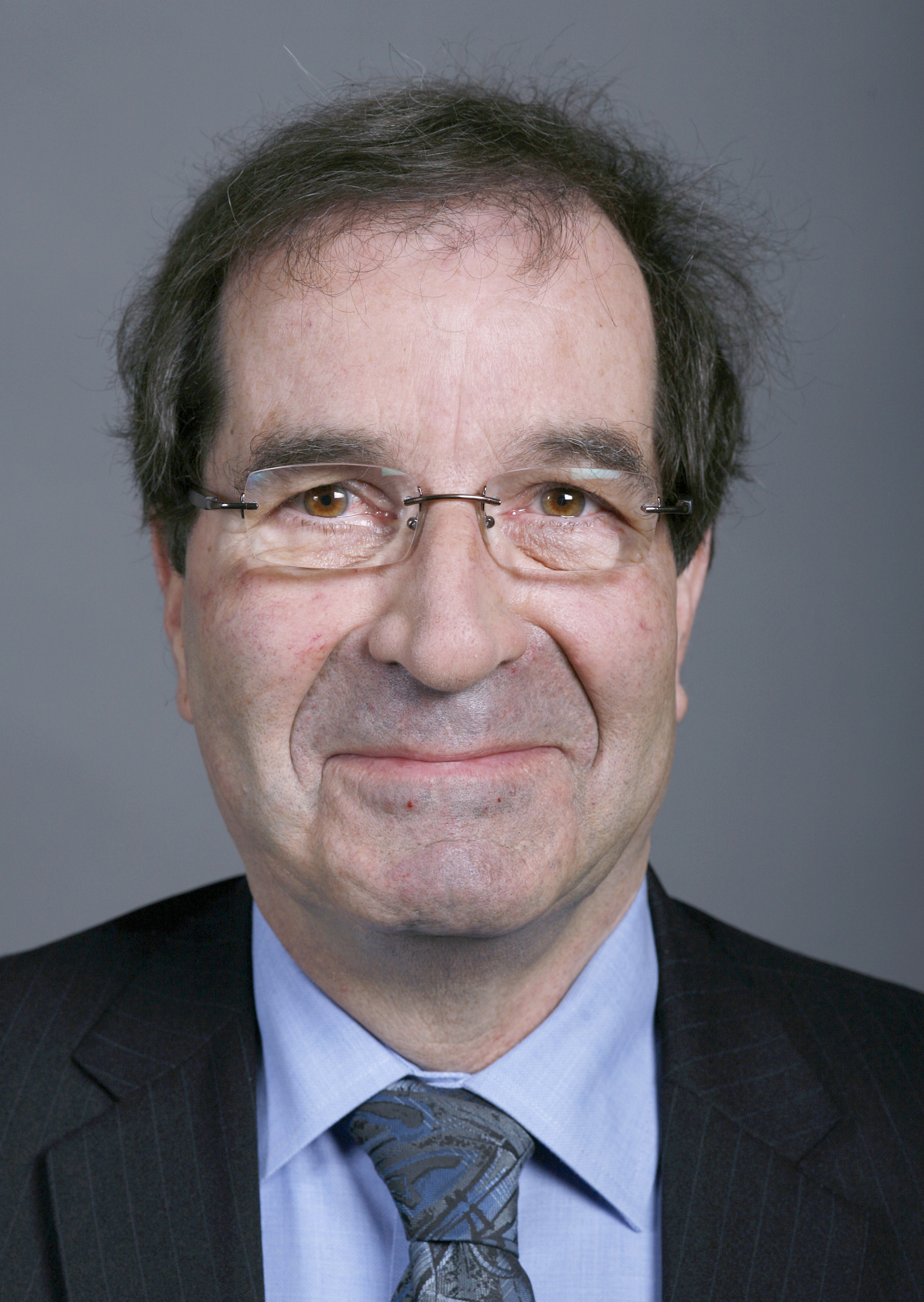
Éric Voruz

Éric Voruz (* 5. Juli 1945 in Moudon (VD)) ist ein Schweizer Politiker (SP) und Mitglied des Nationalrates.
Eric Voruz gehörte von 1966 bis 1985 dem Stadtparlament von Morges an. Von 1982 bis 1994 war er Mitglied des waadtländischen Grossen Rates. 1985 wurde er in die Stadtregierung von Morges gewählt, der er von 1986 bis 2008 angehörte. Von 1994 bis 2008 war er Stadtpräsident (Syndic) von Morges. 2007 bis 2015 war er zudem Mitglied des Nationalrats. Dort war er Mitglied der Sicherheitspolitischen Kommission.
Seit 2008 ist er Präsident der Plattform zu den Sans-Papiers. Voruz ist verheiratet und hat seine spätere Frau in einem Waisenhaus kennengelernt.